# ألين بيتس
ألين بيتس (بالإنجليزية: Allen Pitts)‏ هو لاعب كرة قدم أمريكية ولاعب كرة قدم كندية أمريكي، ولد في 28 يونيو 1964 في توسان في الولايات المتحدة.